# Anthopleura thallia
Anthopleura thallia är en havsanemonart som först beskrevs av Gosse 1854.  Anthopleura thallia ingår i släktet Anthopleura och familjen Actiniidae. Inga underarter finns listade i Catalogue of Life.